# Bienen
Die Bienen (Apiformes oder Anthophila) sind eine Insektengruppe, in der mehrere Familien der Hautflügler (Hymenoptera) zusammengefasst werden.
Umgangssprachlich wird der Begriff Biene meist auf eine einzelne Art, die Westliche Honigbiene (Apis mellifera), reduziert, die wegen ihrer Bedeutung als staatenbildender Honigproduzent, aber auch wegen ihrer Wehrhaftigkeit besondere Aufmerksamkeit erfährt. Dabei handelt es sich bei den Bienen um eine recht große Gruppe mit sehr unterschiedlichen Arten. Viele davon, vor allem die solitär lebenden, werden unter dem Begriff Wildbienen zusammengefasst.

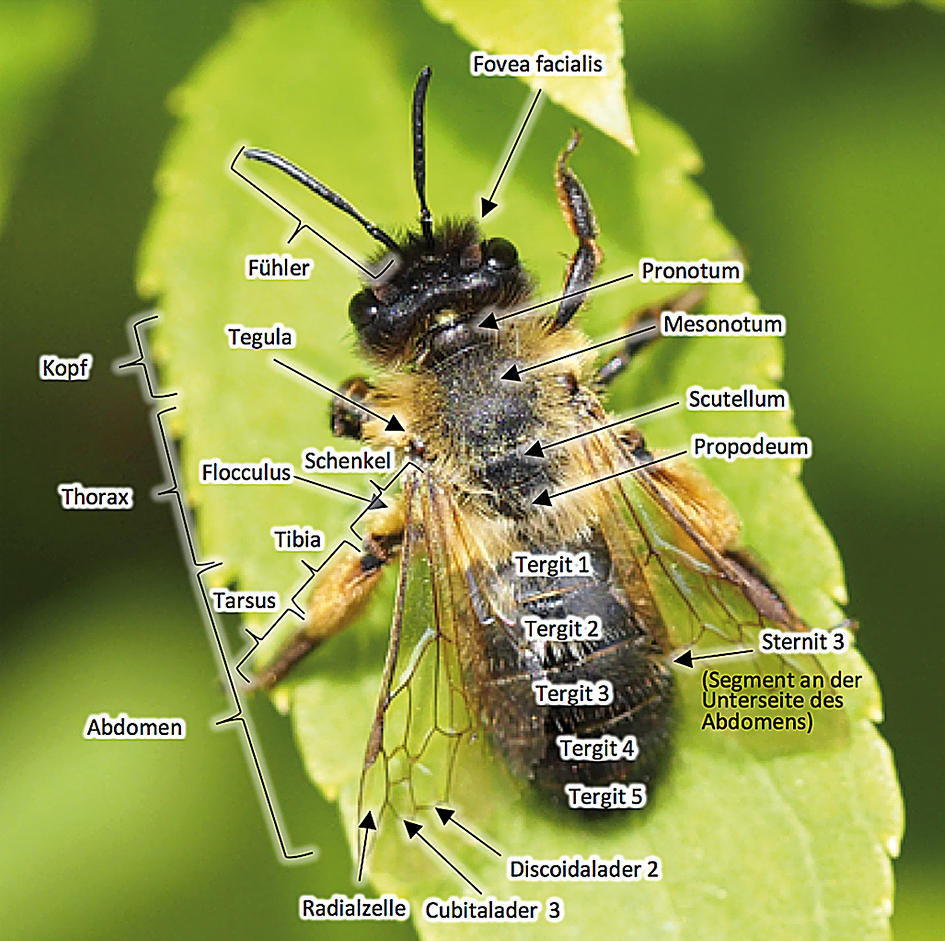
Bau einer Biene am Beispiel einer Sandbiene mit Beschriftung der Körperteile

Der wissenschaftliche Name der Bienen wird, je nach Autoren, unterschiedlich angegeben. Charles Michener bevorzugt in seinem Standardwerk The Bees of the World den Namen Apiformes. Er folgt darin dem Entomologen Denis J. Brothers. Zahlreiche andere Autoren nennen die Bienen Anthophila. Dieser Name, der bereits im 19. Jahrhundert verwendet wurde, wurde durch Michael S. Engel reaktiviert.

## Morphologie
In der Regel sind Bienen ca. 10 mm lang, die kleinsten sind aber nur 1,5 mm lang. Holzbienen können bis zu 28 mm lang sein. Megachile pluto gilt als größte Biene mit fast 40 mm Länge.
Bienen haben die insektentypische Dreiteilung des Körpers mit vier Flügeln, die Wespentaille wie alle Aculeata, sowie einen Wehrstachel. Da sich dieser phylogenetisch aus dem Legebohrer entwickelt hat, haben nur Weibchen einen Stachel.
Ein besonderes Merkmal ist die Behaarung der Bienen, wobei stets mindestens einige Haare gefiedert sind. Häufig sind die Hinterbeine (Beinsammler) oder die Unterseite des Hinterleibs (Bauchsammler) besonders stark behaart. Vielfach dient die Behaarung zum Pollentransport. Gerade an den verzweigten Härchen können Pollen hängen bleiben. Durch den Besuch mehrerer Blüten trägt die Biene maßgeblich zur Bestäubung bei. Bei Kuckucksbienen ist die Behaarung oft stark reduziert, aber fast immer am Propodeum noch erhalten. Der Basitarsus der Hinterbeine ist sowohl bei Männchen als auch bei Weibchen abgeflacht (im Gegensatz zu den Grabwespen). An den Füßen haben sie meist Krallen und Haftlappen.

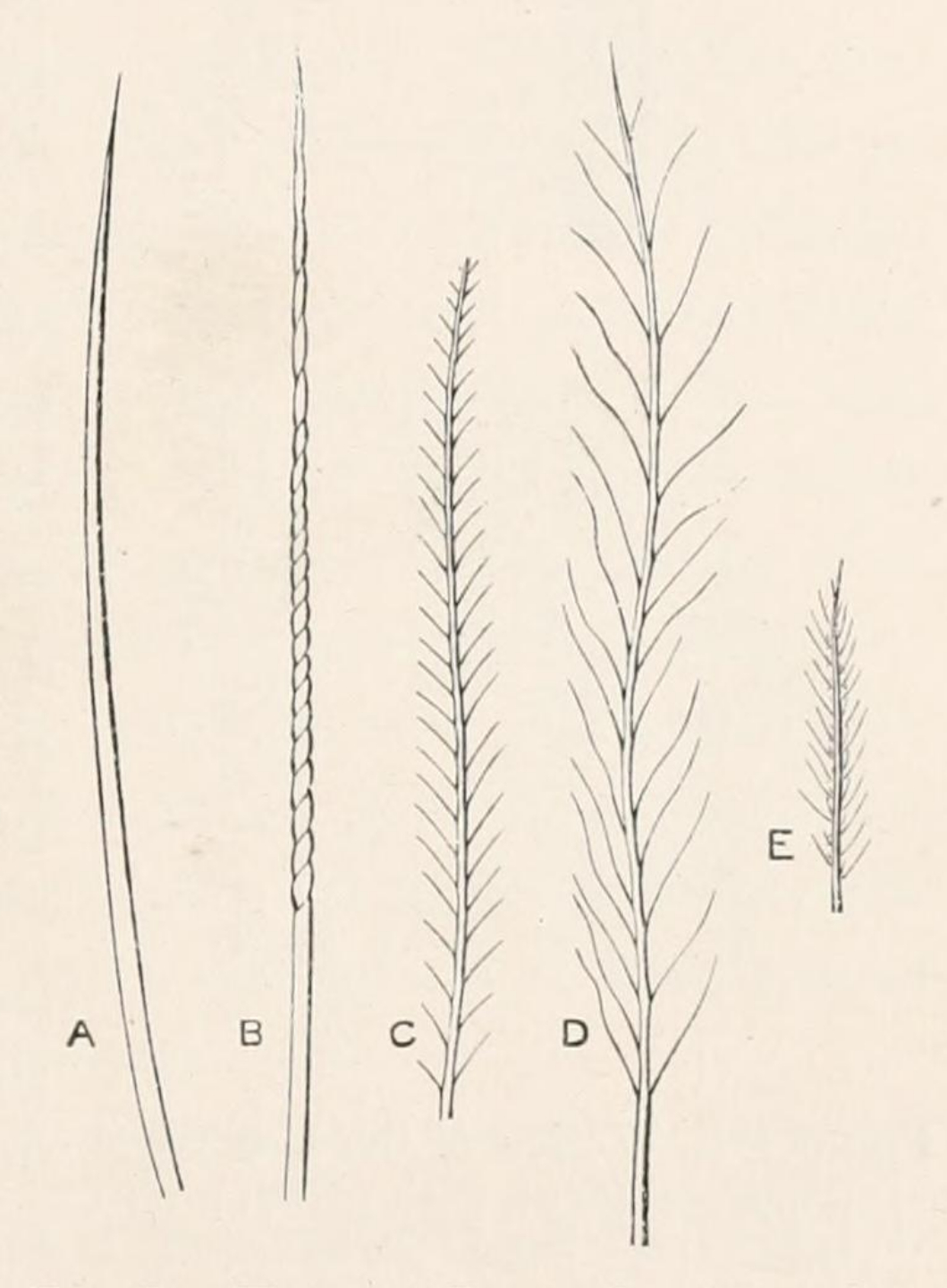
Unterschiedliche Haare von Bienen, zum Teil verzweigt

Die Antennen sind gekniet (d. h. das erste Antennenglied ist deutlich länger als die folgenden). Die Männchen haben 13, die Weibchen 12 Antennenglieder (Ausnahme Pasites und Biastes). Die Mundwerkzeuge sind zu einem Rüssel umgestaltet, die Mandibeln (Oberkiefer) sind jedoch Beißorgane.

## Lebensweise

### Ernährung
Bienen ernähren sich rein vegetarisch. Ihre wichtigste Nahrungsquelle sind süße Pflanzensäfte – insbesondere Nektar. Für die Eiweißversorgung sind sie auf Pollen angewiesen. Arten der staatenbildenden Gattungen und Familien, wie Hummeln, Meliponini und vor allem Honigbienen legen Futtervorräte an. Dies dient zum Überleben als ganze Kolonie in nahrungsfreien Zeiten, wie zum Beispiel der Regenzeit (Tropen) oder einer Winterperiode in kühleren Klimaregionen.

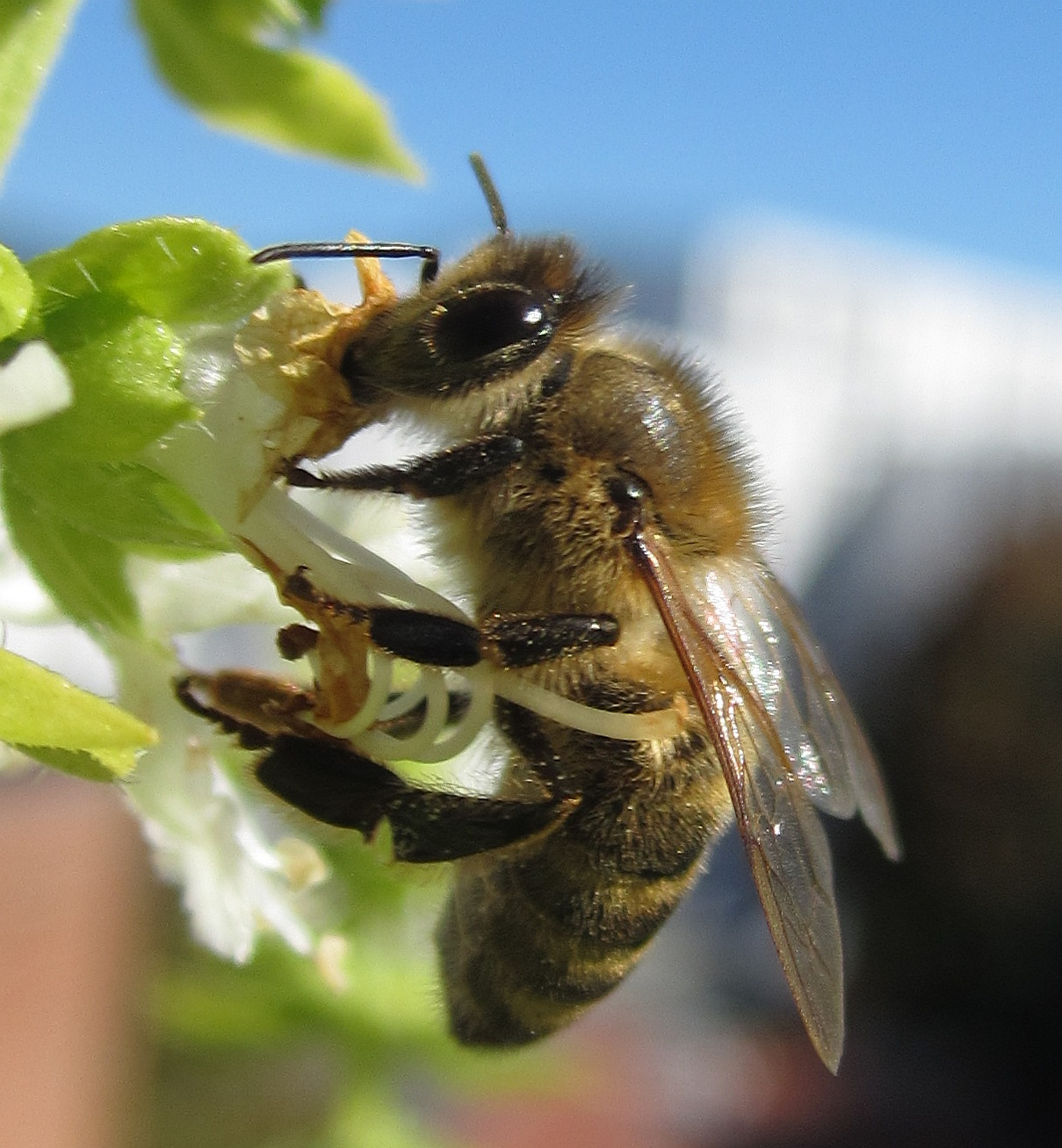
Biene beim Nektarsammeln auf Basilikumblüte

Polylektische Bienenarten sammeln Pollen als Nahrung für ihre Brut an Trachtpflanzenarten aus verschiedenen botanischen Familien. Im Gegensatz zu oligolektischen Arten handelt es sich um ökologische Generalisten.
Oligolektische Bienenarten sammeln Pollen als Nahrung für ihre Brut ausschließlich von Pflanzenarten einer Familie. Da sie im Gegensatz zu polylektischen Arten nicht in der Lage sind, auf andere Larvenfutterpflanzen auszuweichen, sind sie beim Verschwinden ihrer Pollenspender lokal vom Aussterben bedroht. Die extreme Form der Oligolektie ist die Monolektie.
Als Monolektie wird das Verhalten von Bienenarten bezeichnet, die Pollen als Nahrung für ihre Brut ausschließlich von Pflanzenarten einer Gattung sammeln. Monolektische Arten sind damit zur Fortpflanzung völlig auf das Vorkommen ihrer artspezifischen Larvenfutterpflanzen angewiesen.
Eine Besonderheit stellen Bienen dar, deren Weibchen Öl in Blüten sammeln, entweder als Nahrung für die Larven oder sich selbst oder für den Nestbau. Bekannt dafür sind vor allem die Gattungen Macropis und Ctenoplectra.

### Sozialverbände und Staaten

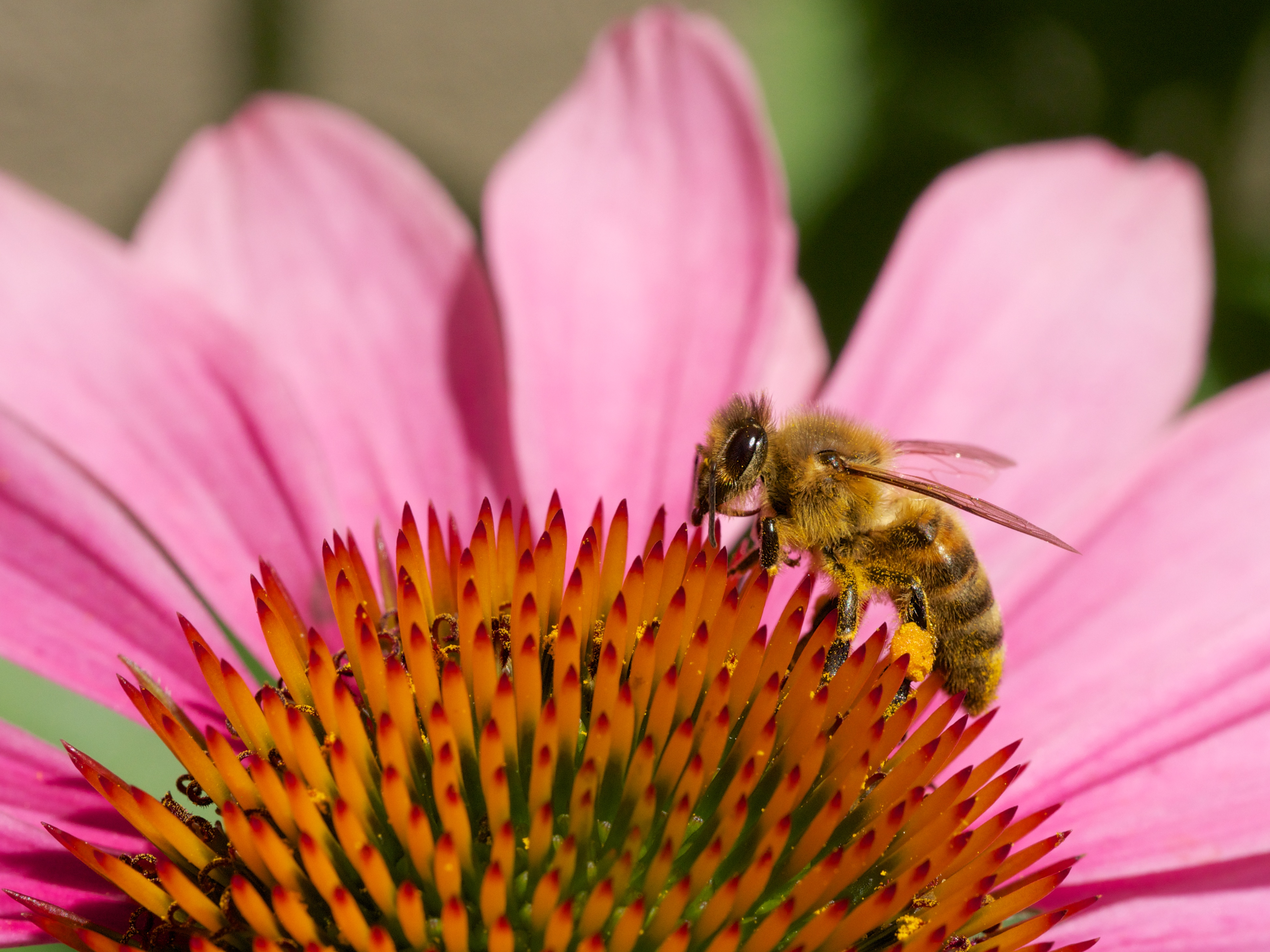
Westliche Honigbiene beim Pollensammeln auf einem Sonnenhut (Echinacea)

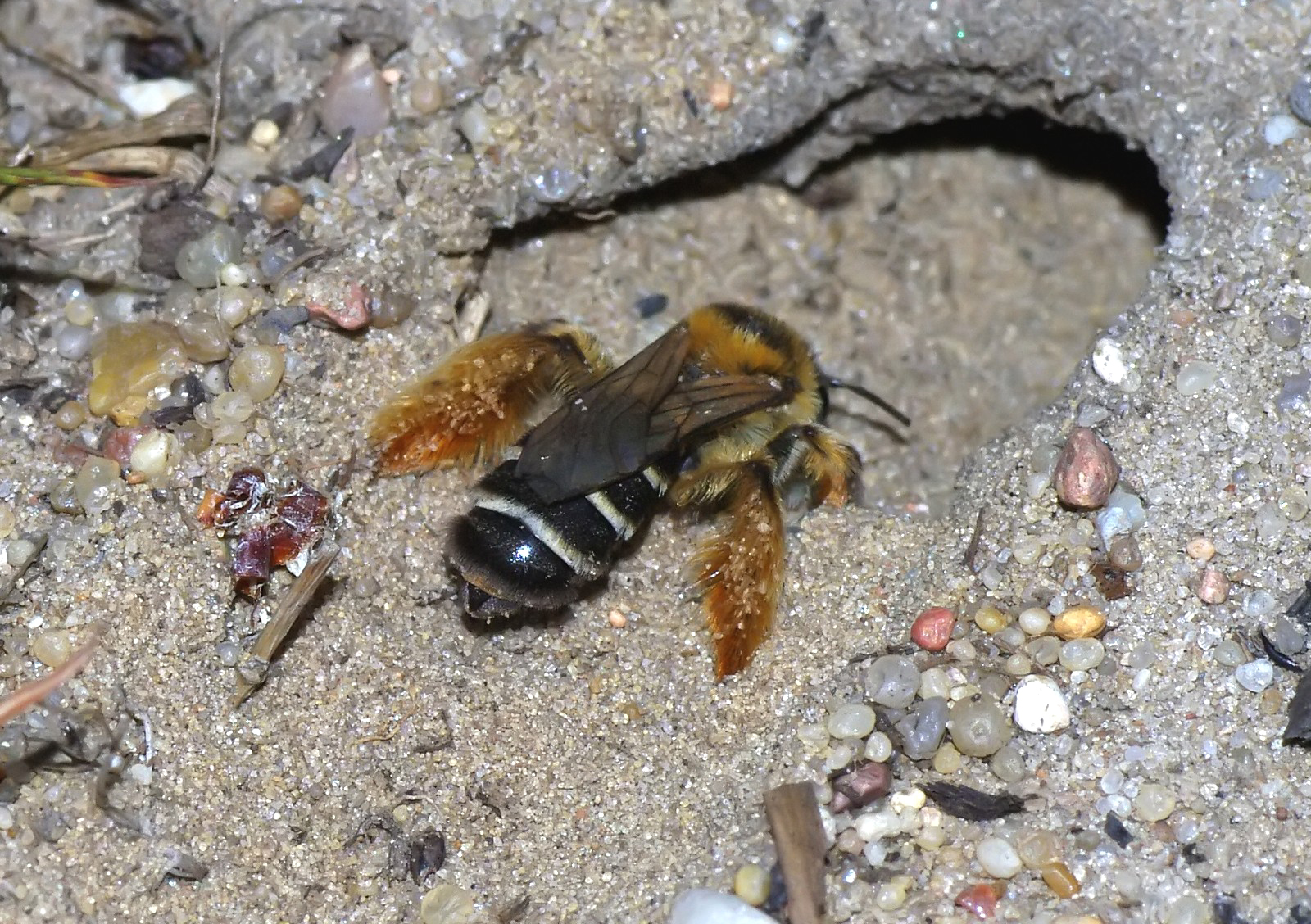
Weibchen der Hosenbiene Dasypoda altercator (= D. hirtipes) beim Graben einer Brutröhre in Sandboden

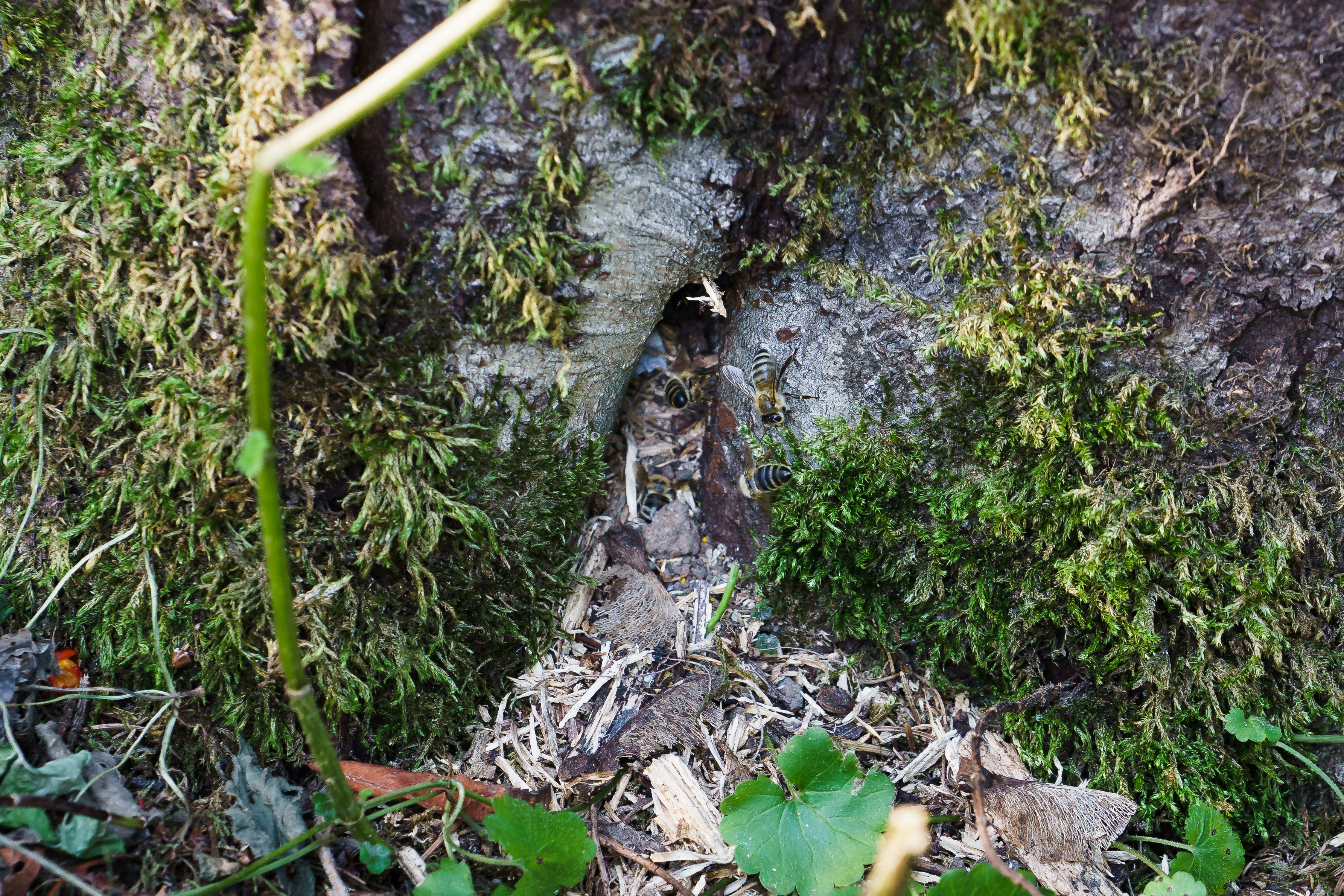
Nest im Stamm einer Fichte

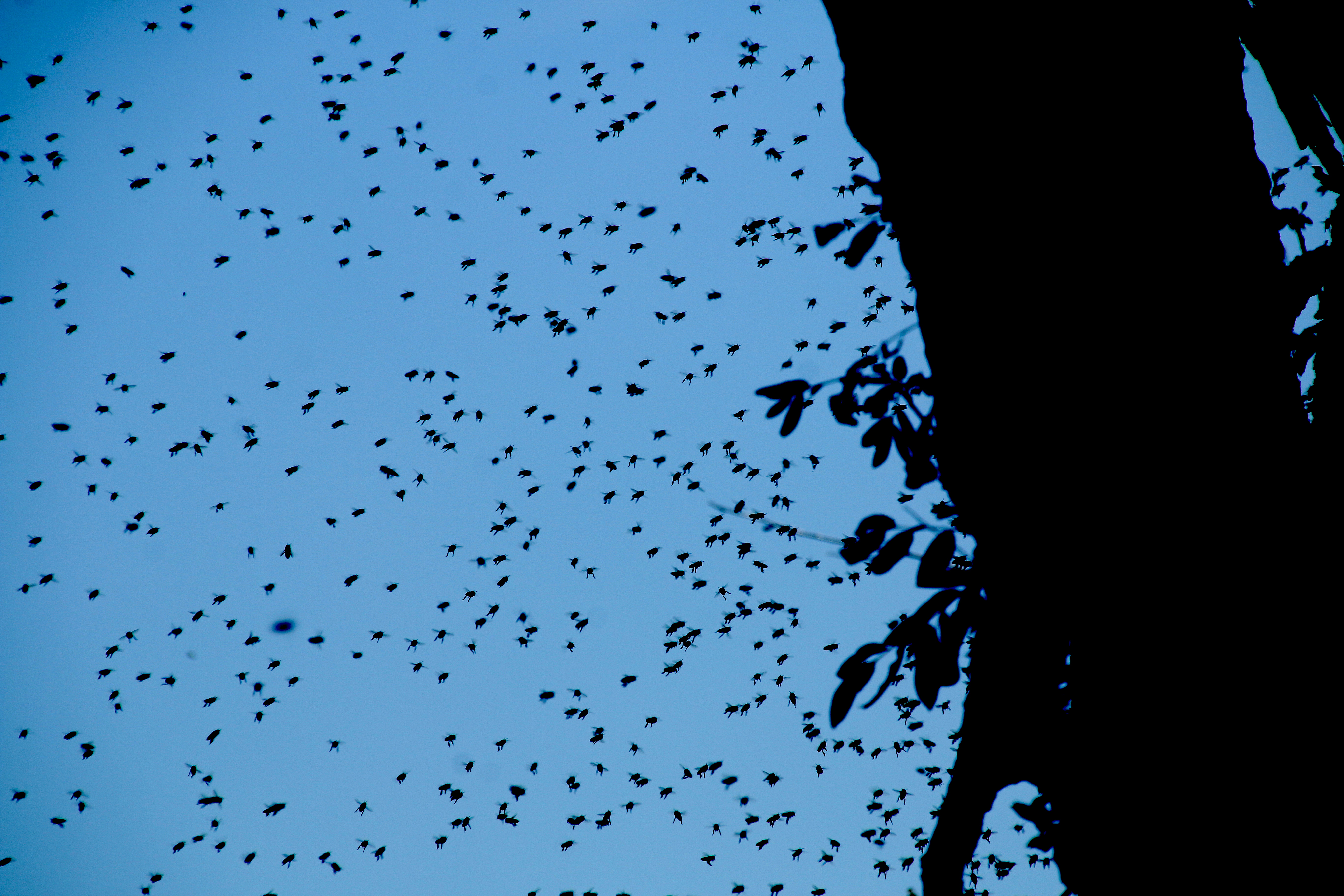
Bienenschwarm im Okavangodelta (2019)

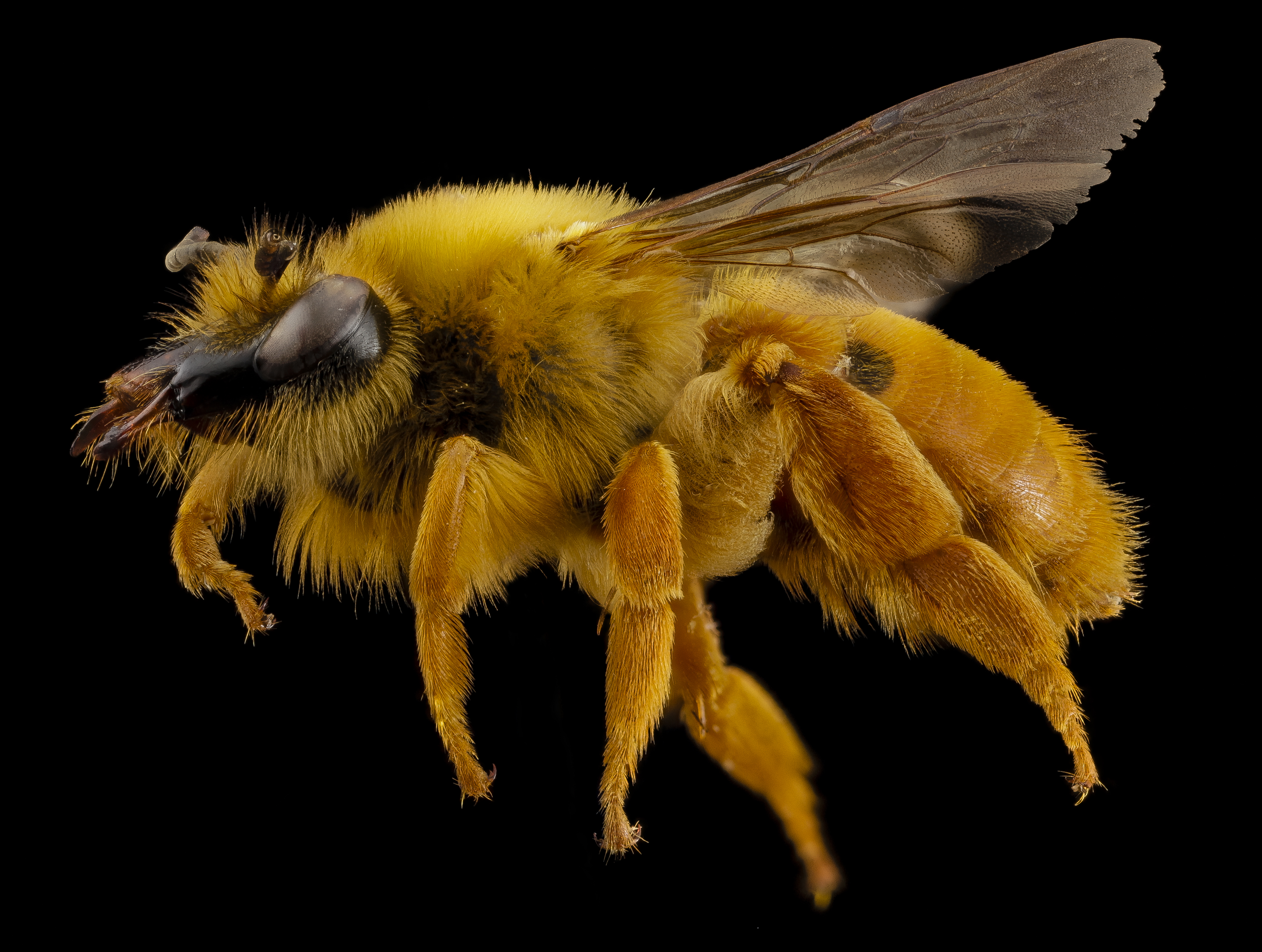
Präparat von Diphaglossa gayi, einer Art der Colletidae

Hochsoziale Gemeinschaftsformen, insbesondere Staaten wie bei der Honigbiene, sind unter den Bienenarten die Ausnahme. Solche Gemeinschaften konzentrieren sich fast ausschließlich auf die Körbchensammler innerhalb der Familie der Apidae, nämlich auf Apis mit 9 Arten, Bombus mit rund 250 und Meliponini (Stachellose Bienen) mit rund 370 Arten.
Die überwältigende Mehrzahl aller Bienenarten sind Solitärbienen (ca. 75 %) und Kuckucksbienen (ca. 15 %), die keine Insektenstaaten bilden, sondern allein leben und nur für die eigene Nachkommenschaft Brutpflege betreiben. Das Ei wird bei Solitärbienen zusammen mit einem Nahrungsvorrat abgelegt und der Ablageplatz fest verschlossen. Kuckucksbienen sind Brutschmarotzer, die ihre Eier in die Brutzellen anderer Bienenarten legen, wo diese die Larve töten und sich vom Nahrungsvorrat ernähren. Dieses Verhalten wird allgemein als Sozialparasitismus bezeichnet. Etwa 10 % der Bienen sind sozial.
Zwischen solitärer Lebensweise und der Staatenbildung gibt es eine ganze Skala von Zwischenformen:
- Gemeinschaftliches Abwehrverhalten bei größeren Ansammlungen von Bienen, die ansonsten in unabhängiger Nachbarschaft nebeneinanderher leben. Beispielsweise wurden bei der Weiden-Sandbiene (Andrena vaga) und der Gemeinen Pelzbiene (Anthophora plumipes) Schwarm-Angriffe auf Menschen beobachtet, die in den Flugbereich einer Kolonie gerieten.
- Überwinterungsgemeinschaften in gemeinschaftlich genutzten Erdhöhlen oder Pflanzen-Aushöhlungen.
- Schlafgemeinschaften von Bienenmännchen im Frühjahr. Diese Schlafgemeinschaften finden sich meist an exponierten Stellen zusammen, insbesondere an der Spitze von Pflanzenstängeln. Der biologische Sinn dieser Gemeinschaften ist noch unklar, da die Tiere in ihnen weder Nahrung noch Schutz vor Feinden, Kälte oder Wind finden.
- Nistgemeinschaften mit gemeinsamen Nesteingängen. Innerhalb der Nistgemeinschaft besetzt jedes Weibchen eine eigene Zelle, in der es sein eigenes Ei ablegt. Bei Gedränge am Eingang nehmen die Weibchen aufeinander Rücksicht.
- Wachdienste am Eingang der Nistgemeinschaften.
- Zusammenarbeit bei der Anlage und der Verproviantierung der Zellen.
- Arbeitsteilung bei der Fortpflanzung: Nur ein Teil der Weibchen legt Eier, die anderen kümmern sich um Nestbau, Proviant und Wachdienst.
- Brutpflege durch Nachfütterung der Larven und Beiseiteschaffen von deren Kot.
- Weitere Spezialisierung bei der Fortpflanzung. Bei der Furchenbiene Lasioglossum pauxillum beispielsweise baut das überwinterte Weibchen im Frühjahr einen Nestgang mit bis zu 25 Zellen, in das sie ihre Eier legt. Die Nachkommen pflanzen sich nicht fort, sondern erweitern das Nest und pflegen die weitere Nachkommenschaft ihrer Mutter. Erst im Spätsommer werden die Drohnen, so heißen bei den staatenbildenden Bienen und Faltenwespen die Männchen, und größere, fortpflanzungsfähige Weibchen geboren. Die Mutter stirbt, und die begatteten Jungweibchen gründen im nächsten Frühjahr neue Kolonien. Dieses Fortpflanzungs- und Brutpflegeverhalten kommt den Verhältnissen in einem Bienenstaat schon recht nahe.

Solche mehr oder weniger ausgeprägten Formen sozialer Gemeinschaft wurden bei der Gattung Euglossa sowie innerhalb der Familien der Halictidae, der Anthophoridae, der Megachilidae und der Andrenidae beobachtet.

## Ökologie, Ökonomie
Da Bienen in erheblichem Maße zur Erhaltung von Wild- und Kulturpflanzen und deren Erträgen beitragen, ist ihre ökologische Bedeutung beträchtlich; Bienen zählen weltweit zu den wichtigsten Bestäubern. Nach der Umweltschutzorganisation Greenpeace liegt der Gegenwert ihrer jährlichen Bestäubungsleistung weltweit bei rund 265 Milliarden Dollar. Ihre damit zusammenhängende ökonomische Bedeutung wird auch dadurch deutlich, dass zum Beispiel in Deutschland derzeit von über 80.000 Imkern zirka eine Million Bienenvölker gehalten werden. Diese decken mit etwa 25.000 Tonnen Honig pro Jahr etwa 20 % des heimischen Bedarfs.
Seit einigen Jahren wird ein zunehmendes sogenanntes „Bienensterben“ beobachtet. Als Messgröße der Imkerei bezieht sich der Ausdruck nicht auf den Tod einzelner Bienen, sondern auf die Völkerverluste der Honigbiene. Dabei verbergen sich hinter dem Schlagwort ganz unterschiedliche Phänomene: etwa das Verschwinden ganzer Bienenvölker mitten in der Saison, insbesondere in den USA („Colony Collapse Disorder“), oder aber ungewöhnlich hohe Winterverluste (so zum Beispiel in Deutschland im Winter 2002/2003).
Mitte Dezember 2017 erklärte die in New York tagende Generalversammlung der Vereinten Nationen auf Vorschlag von Slowenien mit Unterstützung aller EU-Staaten den 20. Mai zum „Welttag der Bienen“: Dieser soll „durch Bildung und Aktivitäten das Bewusstsein für die Wichtigkeit von Bienen und anderen Bestäubern, die Gefahren, denen sie ausgesetzt sind, sowie ihren Beitrag für eine nachhaltige Entwicklung erhöht werden“.

## Systematik, Verbreitung und Evolution
Weltweit wird die Zahl der Bienenarten auf rund 20.250 geschätzt. In Europa sind über 2000 Arten heimisch, davon etwa 600 in Deutschland. Besonders artenreiche Gattungen sind Lasioglossum, Andrena und Megachile mit jeweils mehr als 1.500 Arten. Die über einen Wehrstachel verfügenden Bienen gehören zu den Stechimmen.

### Verbreitung und Artenvielfalt
Die Artenvielfalt der Wirbellosen wurde bislang kaum untersucht, entspricht aber sicherlich der groben Regel: „Je wärmer und feuchter, desto häufiger“. Eine Untersuchung zu den Bienenarten der Erde ergab im Gegensatz zu diesem „üblichen“ Verteilungsmuster jedoch ein anderes Bild:
Bienen leben auf allen Kontinenten außer Antarktika. Neben den erwartungsgemäß „sehr geringen“ Artenzahlen in der Arktis und den meisten kaltgemäßigten Regionen bis in die kühlgemäßigten maritimen Gebiete Nordamerikas und Asiens sowie in ganz Patagonien ist auffallend, dass Bienen in den sonst so extrem artenreichen Tropen mit Ausnahme tropischer Gebirge nur mit „sehr geringen“ Artenzahlen vertreten sind.
Der Schwerpunkt der weltweiten Bienenartenvielfalt liegt in den gesamten südlichen und nördlichen Subtropen – ausgenommen lediglich die Sahara mit „geringen“ bis „sehr geringen“ Werten, „mittleren“ in Australiens Trockengebieten und einer „geringen“ Artenvielfalt in den Wüsten des Nahen Ostens – sowie in tropischen Hochgebirgen und in den eher kontinental-gemäßigten Regionen Nordamerikas, den kühlen Trockengebieten und Steppen Zentralasiens und den Laubwaldgebieten Ostasiens.

### Entwicklungsgeschichte

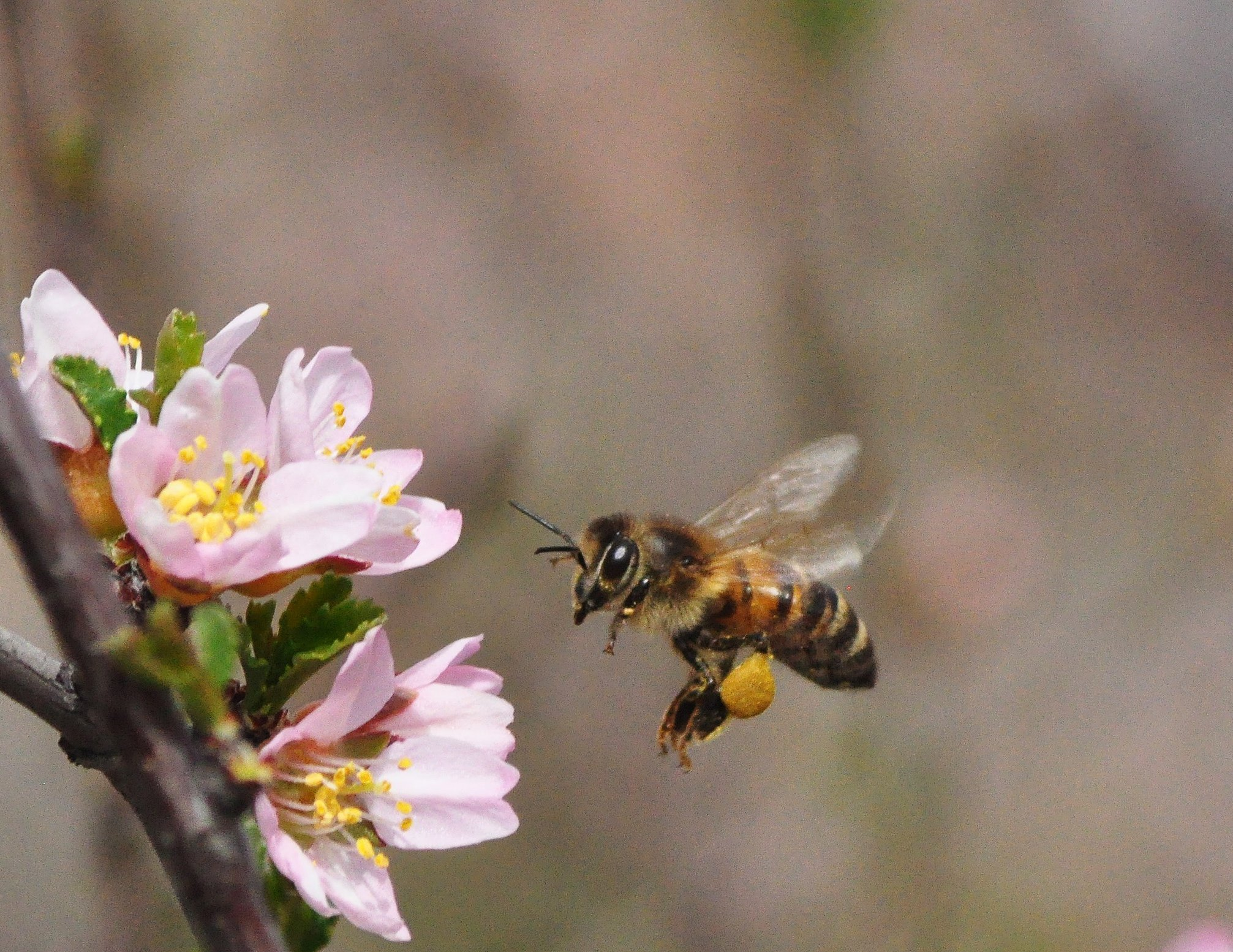
Honigbiene beim Sammelflug

Heutige Bienen sind auf Blütenpflanzen, die Bedecktsamer (Angiospermen), angewiesen, die in der Erdgeschichte in der frühen Kreidezeit auftauchten und seit der späten Kreidezeit die Nacktsamer und Gefäßsporenpflanzen verdrängten. Blütenpflanzen aus der Zeit vor etwa 110 Millionen Jahren weisen bereits Merkmale auf, die auf eine Bestäubung durch Bienen schließen lassen, der Ursprung der Bienen liegt damit wahrscheinlich schon vor Mitte der Kreidezeit. Möglicherweise waren diese Pflanzen schon früher verbreitet, lassen sich aber durch die geringeren Mengen produzierten Pollens nicht nachweisen. Genanalysen und Fossilienfunde wurden 2023 dahingehend interpretiert, dass die Bienen im westlichen Gondwana (im Gebiet des heutigen Afrikas und Südamerikas) entstanden sind, kurze Zeit vor dem Auseinanderdriften des westlichen Gondwanas.
Die heutigen ursprünglichsten Blütenpflanzen werden von Käfern bestäubt, es liegt daher nahe, diese auch als Bestäuber der ersten kreidezeitlichen Blütenpflanzen zu vermuten. Im weiteren Verlauf der Stammesgeschichte haben sich aber Bienen und Blütenpflanzen gemeinschaftlich entwickelt und gegenseitig gefördert: Indem Bienen die Pollen von Pflanze zu Pflanze weiter trugen, verbesserten sie deren Fortpflanzungschancen. Die Pflanzen begannen sich darauf einzustellen und entwickelten süße Säfte, um die Tiere an sich zu binden. Mit der Zeit passten sich beide, Bienen und Blütenpflanzen, immer besser aneinander an (Ko-Evolution): die Pflanzen entwickelten ihre heutigen Blütenformen mit tiefen Nektarkelchen und Staubfäden, die Bienen ihre langen Rüssel, um gut an den Nektar heranzukommen, und ihr speziell an den Pollentransport angepasstes Haarkleid.
Ob Bienen sich ursprünglich von Pollen windbestäubter Pflanzen ernährten, ist ungewiss, aber schon mehrfach vermutet worden.
Die älteste fossile Biene ist als Cretotrigona prisca bezeichnet und wurde – eingebettet in Bernstein – im amerikanischen Staat New Jersey gefunden. Der Fund ist auf ein Alter von ca. 75 bis 92 Millionen Jahren datiert. Bemerkenswert ist, dass das Tier in eine Tribus (Meliponini) eingegliedert werden kann, die ausschließlich staatenbildende Arten enthält, was auf eine sehr frühe Abspaltung der entsprechenden Teilgruppe schließen lässt. Ursprünglich wurde sie sogar in einer noch lebenden Gattung beschrieben.
Stammesgeschichtliche Vorläufer der Bienen dürften heutigen Grabwespen geähnelt haben. Grabwespen versorgen ihre Brut mit einem Nahrungsvorrat, indem sie ein Beutetier mit einem Stich lähmen und dann gemeinsam mit ihrem Ei oder ihren Eiern vergraben. Dieses Brutverhalten ähnelt dem der heutigen Solitärbienen, mit dem Unterschied, dass letztere kein Beutetier, sondern Pollen als Nahrungsvorrat für ihren Nachwuchs verwenden. Es ist anzunehmen, dass die Bienen eine Schwestergruppe einer Teilgruppe der Crabronidae (Ammoplanina) sein dürften.

### Phylogenetische Systematik
Der monophyletische Status der Bienen ist durch zahlreiche gemeinsame abgeleitete Merkmale (Synapomorphien) belegt und gilt als unbestritten. Ebenso unbestritten ist die nahe Verwandtschaft der Bienen mit den Grabwespen. Lange Zeit betrachtete man beide Gruppen als Schwestergruppen, bis die Grabwespen als paraphyletisch erkannt wurden. Eine Zusammenfassung der Grabwespen in einer Familie (Sphecidae) oder einer Überfamilie (Sphecoidea), die den Bienen in Form der Überfamilie Apoidea gleichrangig gegenübergestellt wird, gibt die tatsächlichen systematischen Verhältnisse nur unbefriedigend wieder. Passender wäre die Eingliederung der Bienen als einzige Familie unter mehreren Familien der Grabwespen.
Andererseits hat sich innerhalb der Bienen die Unterscheidung mehrerer Familien längst etabliert. Durch deutliche Unterschiede im Körperbau erscheint diese gerechtfertigt und ist Basis weiterer Unterteilungen auf unteren taxonomischen Ebenen. Ein Kompromiss, der von den führenden Systematikern der Gruppe vorgeschlagen wird, fasst unter der Überfamilie Apoidea die Familien der Grabwespen und Bienen in zwei Serien (Spheciformes und Apiformes) zusammen.

### Familien der Bienen

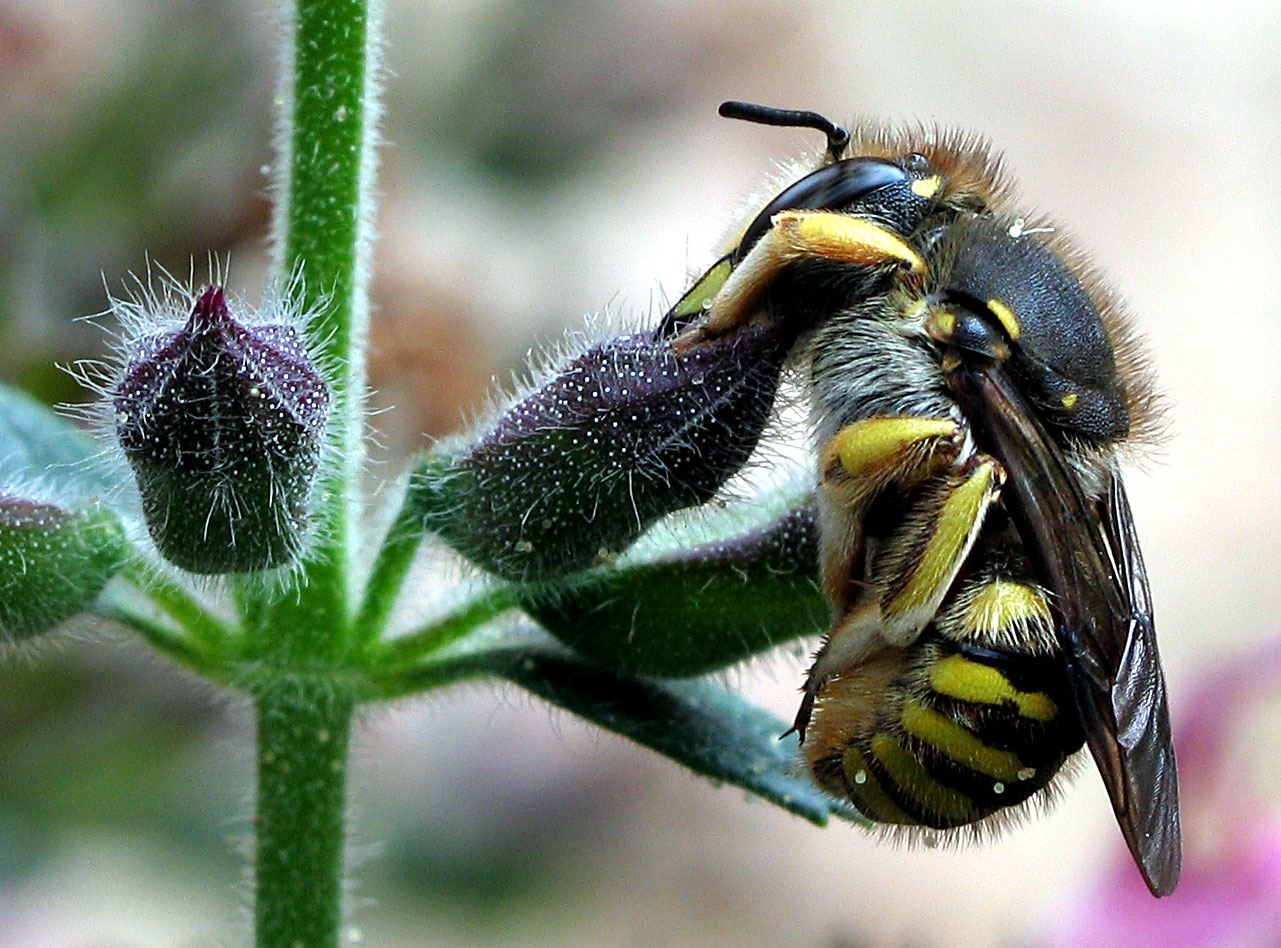
Weibchen der Großen Wollbiene schlafend auf einer Blüte

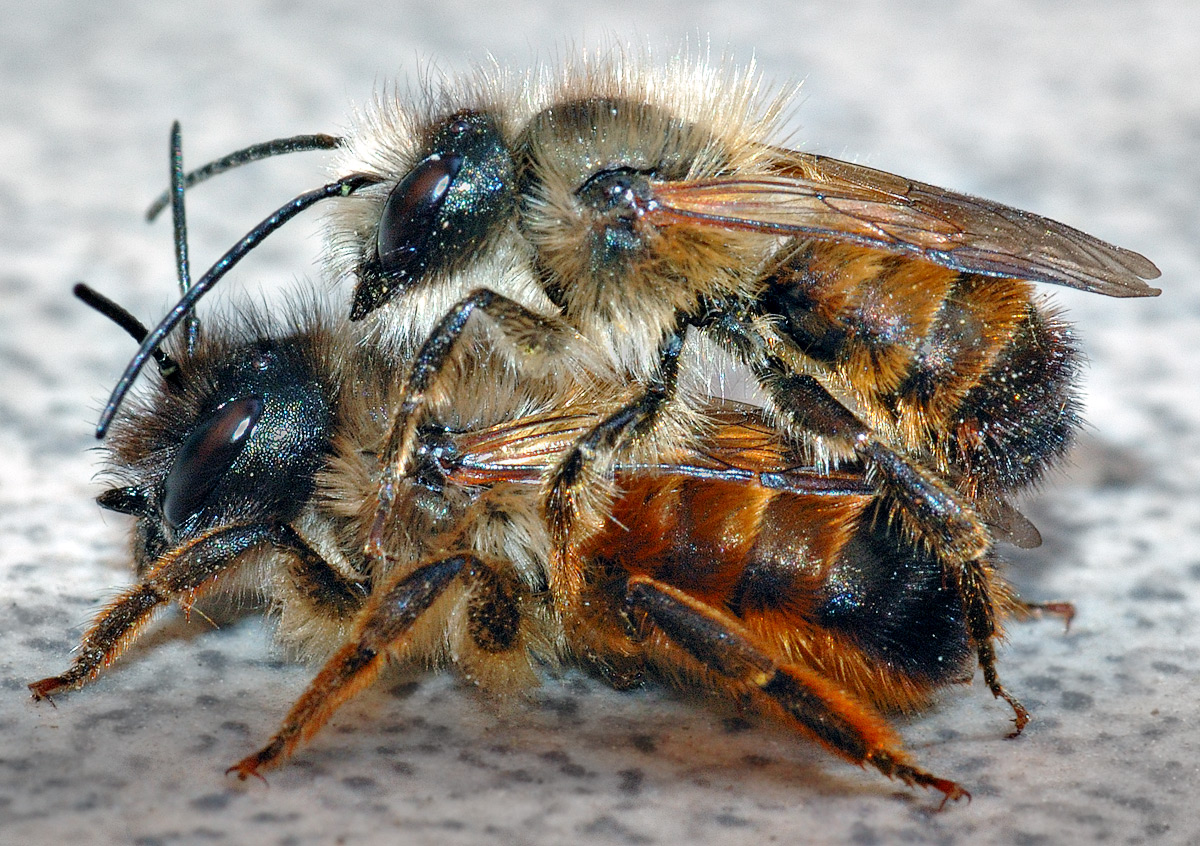
Rote Mauerbienen (Osmia bicornis) bei der Paarung

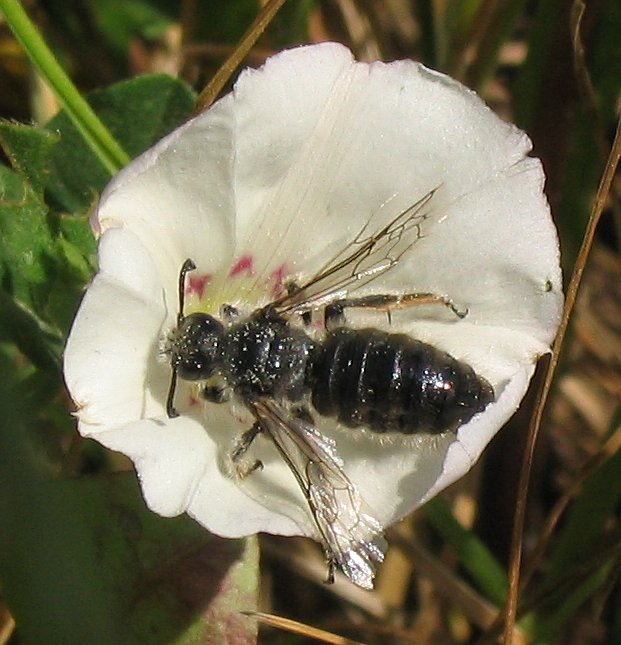
Spiralhornbiene auf der Ackerwinde

Die Unterteilung der Bienen in mehrere Familien basiert unter anderem auf dem Bau der Mundwerkzeuge, ein wichtiges Merkmal ist etwa die Unterscheidung von kurz- und langzüngigen Bienen. Nach Plant & Paulus (2006) werden die Bienen in folgende Familien und Unterfamilien untergliedert:
Klade I: Kurzzungige Bienen
- Halictidae: etwa 4.400 Arten, knapp 80 Gattungen, Unterfamilien: Halictinae, Nomioidinae, Nomiinae, Rophitinae (=Dufoureinae); Gattungen in Mitteleuropa (nach[18]): Furchenbienen (Halictus und Lasioglossum), Spiralhornbienen, Dufourea, Rhophitoides, Rophites, Nomia, Nomioides, Sphecodes
- Andrenidae: knapp 3.000 Arten, 46 Gattungen, Unterfamilien: Andreninae, Panurginae, Oxaeinae (teilweise als eigene Familie betrachtet); Gattungen in Mitteleuropa die Sandbienen, Zottelbienen, Camptopoeum, Panurginus, Melitturga
- Stenotritidae: 21 Arten, 2 Gattungen, auf Australien beschränkt (werden teilweise zu den Colletidae gestellt)
- Colletidae: ca. 2.500 Arten, 90 Gattungen, zum Großteil Kropfsammler, Unterfamilien: Diphaglossinae, Colletinae; In Mitteleuropa vertreten durch die Seidenbienen und Maskenbienen

Klade II (Melittidae + Langzungige Bienen)
- Melittidae: etwa 200 Arten, 14 Gattungen, Unterfamilien: Dasipodainae, Melittinae, Meganomiinae; Galten als „kurzzungig“, sind aber die Schwestergruppe von (Megachilidae + Apidae).[6] in Mitteleuropa: Hosenbienen, Schenkelbienen und Sägehornbienen

Langzungige Bienen:
- Megachilidae: ca. 2.135 Arten, 76 Gattungen, Unterfamilien: Pararhophitinae, Fideliinae, Lithurginae, Megachilinae; Bauchsammler, in Mitteleuropa die Gattungen Osmia, Hoplitis, Hoplosmia (Mauerbienen), Anthidium, Lithurgus, Stelis, Dioxys, Megachile, Coelioxys, Chelostoma, Heriades
- Apidae: ca. 6.035 Arten, 172 Gattungen, Unterfamilien: Nomadinae, Xylocopinae, Apinae; sehr unterschiedlicher Formen, in Mitteleuropa die folgenden Tribus und Gattungen:
  - Tribus Nomadini: Ammobates, Pasites, Ammobatoides, Biastes, Epeolus, Triepeolus und Nomada
  - Tribus Xylocopini: Holzbienen (Xylocopa) und Ceratina
  - Tribus Apini: Epeoloides, Eucera, Tetralonia, Anthophora, Melecta, Thyreus, Hummeln, Kuckuckshummeln sowie die Honigbienen (Apis). In der Neotropis z. B. Meliponini (unter anderem mit Melipona und Trigona) und Euglossini (Euglossa, Eulaema, Eufriesea, Exaerete und Aglae).

In älteren Werken wird die Familie Apidae oft beschränkt auf die Körbchensammler und alle übrigen Gruppen als Familie Anthophoridae abgespalten. Wegen des paraphyletischen Status der Anthophoridae gilt diese Sichtweise aber als überholt.
Die Körbchensammler, die traditionell als geschlossene Gruppe angesehen werden (Apinae), bestehen aus folgenden Tribus:
- Apini
  - Honigbienen (Apis): 9 Arten, davon in Mitteleuropa nur die Westliche Honigbiene heimisch
- Bombini
  - Hummeln (Bombus)
- Meliponini: Stachellose Bienen (23 Gattungen), kommen in allen Tropenregionen vor, besonders artenreich in Mittel- und Südamerika
- Euglossini: 5 Gattungen

## Der Stachel
Der Giftstachel der Bienen ist ein Wehrstachel. Er hat sich im Laufe der Entwicklungsgeschichte (Evolution) aus einem Eilegeapparat gebildet. Folglich haben stets nur die Weibchen, also Königinnen und Arbeiterinnen, einen Stachel. Dies gilt für alle Stechimmen. Männchen können also grundsätzlich nicht stechen.
Die Pflanzenwespen benutzen den Stachel zum Anstechen von Pflanzen für die Eiablage; bei den Legimmen, wie etwa den Schlupfwespen, wird das Ei im Körper eines Wirtstieres abgelegt. Bei den Stechimmen wandelte sich die Funktion des Stachels; er dient zur Verabreichung von Gift, um Beutetiere zu lähmen, die als Larvennahrung dienen. Schließlich hat bei den Bienen, die ihre Larven überwiegend mit Blütenpollen versorgen, der Stachel eine reine Verteidigungsfunktion. Besondere Bedeutung hat dabei die Verteidigung des Staates bei den staatenbildenden Bienen, den Honigbienen und den Hummeln. Da der Stachel der Honigbienen mit Widerhaken ausgestattet ist, bleibt er beim Stich in die elastische Haut des Menschen und anderer Warmblüter stecken und die Biene stirbt. Die bei einem Stich injizierte Giftmenge wird mit 0,1 mg Trockenmasse angegeben und besteht aus u. a. Peptiden und Mellitin.
Bei den meisten Wildbienen wird der Stachel nur eingesetzt, wenn sich die Biene individuell bedroht fühlt, z. B. wenn sie zwischen Fingern gedrückt wird. Meistens ist bei Stichen von Wildbienen der Schmerz nicht sehr stark und damit harmlos. Lediglich wenn man allergisch ist, was aber bei Wildbienen sehr selten ist, besteht eine echte Gefahr. Bei Maskenbienen und Sandbienen ist der Stachel so schwach, dass er die menschliche Haut gar nicht durchdringen kann. In den Tropen gibt es Stachellose Bienen (Meliponini), die sich mit Bissen und Sekreten wehren können.

## Politik
„Rettet die Bienen“ war Anfang 2019 das Motto eines Volksbegehrens in Bayern, das sich zum Ziel setzte, Artenvielfalt zu fördern und das Insektensterben aufzuhalten. 18,4 % der stimmberechtigten Bayern haben dafür ihre Unterschrift abgegeben. Der Maßnahmenkatalog beinhaltet einschneidende Veränderungen. In Brandenburg sind gleich zwei konkurrierende Volksinitiativen zum Thema gestartet, eine im Dezember 2019, eine im Februar 2020, dabei wird eine der Initiativen eher von den Umweltverbänden unterstützt, die zweite, weniger strenge von den Landnutzern. Der Brandenburger Landtag erklärte allerdings im März 2020 eine der Initiativen für unzulässig. Die Bundesregierung beschloss 2019 das Aktionsprogramm Insektenschutz.

### Wissenschaft
- May Berenbaum: Blutsauger, Staatsgründer, Seidenfabrikanten. Die zwiespältige Beziehung zwischen Mensch und Insekt. Spektrum Akademischer Verlag, Heidelberg 1997, ISBN 3-8274-0078-3.
- Guido Fackler, Michaela Fenske, Franziska Gleichauf (Hrsg.): Aus der Wabe in die Welt: Biene macht Kultur. (= Katalog der gleichnamigen Ausstellung im Lab 13 auf der Landesgartenschau Würzburg 2018 / Schriften und Materialien der Würzburger Museologie, Heft 6). Julius-Maximilians-Universität Würzburg, Würzburg 2018, ISSN 2197-4667(PDF).
- Jutta Gay, Inga Menkhoff: Das große Buch der Bienen. Fackelträger-Verlag, Köln 2012, ISBN 978-3-7716-4495-6.
- Dave Goulson: Die seltensten Bienen der Welt. Ein Reisebericht. Hanser Verlag, München 2017, ISBN 978-3-446-25503-6.
- Randolf Menzel, Matthias Eckoldt: Die Intelligenz der Bienen. Wie sie denken, planen, fühlen und was wir daraus lernen können. Knaus, München 2016, ISBN 978-3-8135-0665-5.
- Charles Duncan Michener: The Bees of the World. The Johns Hopkins University Press, Baltimore 2000 (2. Aufl. 2007), ISBN 0-8018-6133-0, (englisch).
- Andreas Müller, Albert Krebs, Félix Amiet: Bienen: Mitteleuropäische Gattungen, Lebensweise, Beobachtung. Naturbuch-Verlag, München 1997, ISBN 3-89440-241-5.
- Thomas Dyer Seeley: Bienendemokratie. Wie Bienen kollektiv entscheiden und was wir davon lernen können. Fischer Taschenbuch-Verlag, Frankfurt am Main 2015, ISBN 978-3-596-19407-0.
- Erwin Scheuchl, Wolfgang Willner: Taschenlexikon der Wildbienen Mitteleuropas. Alle Arten im Porträt. Quelle & Meyer Verlag, Wiebelsheim 2016, ISBN 978-3-494-01653-5.
- Karl Weiß: Bienen und Bienenvölker. C. H. Beck, München 1997, ISBN 3-406-41867-8.
- Paul Westrich: Die Wildbienen Deutschlands. E. Ulmer Verlag, Stuttgart 2018, ISBN 978-3-8186-0123-2.
- Noah Wilson-Rich (Hrsg.): Die Biene. Geschichte, Biologie, Arten. Haupt, Bern 2015, ISBN 978-3-258-07869-4.
- Lars Chittka: The Mind of Bee. Princeton University Press, Princeton 2022, ISBN 978-0-691-18047-2. Rezension.[25]

### Prosa
- Maurice Maeterlinck: La vie des abeilles. Eugen Diederichs, Leipzig 1901.
  - Deutsche Ausgabe: Das Leben der Bienen. Aus dem Französischen übersetzt von Friedrich von Oppeln-Bronikowski. Mit einem Essay über Maeterlinck und die Bienen von Gerhard Roth. Unionsverlag, Zürich 2011, ISBN 978-3-293-00427-6.

## Unterteilungen zur Artenvielfalt
1. ↑  Artenvielfalt Bienen
Untergliederung der Karte Relative species richness:

 = sehr gering
 = gering
 = mittel
 = hoch
 = sehr hoch